# 科尼什 (科羅拉多州)
科尼什（英語：Cornish）是位於美國科羅拉多州韋爾德縣的一個非建制地區。該地的面積和人口皆未知。

## 地理
科尼什的座標為40°31′23″N 104°24′48″W / 40.52306°N 104.41333°W，而該地的平均海拔高度為1436米（即4710英尺）。